# Lijst van beelden in Stichtse Vecht
Dit is een (onvolledige) chronologische lijst van beelden in Stichtse Vecht. Onder een beeld wordt hier verstaan elk driedimensionaal kunstwerk in de openbare ruimte van de Nederlandse gemeente Stichtse Vecht, waarbij beeld wordt gebruikt als verzamelbegrip voor sculpturen, standbeelden, installaties, gedenktekens en overige beeldhouwwerken.
Voor een volledig overzicht van de beschikbare afbeeldingen zie: Beelden in Stichtse Vecht op Wikimedia Commons.
| Geplaatst                 | Omschrijving                                                      | Kunstenaar             | Straat                                                                       | Plaats        | Materiaal | Afbeelding |
| ------------------------- | ----------------------------------------------------------------- | ---------------------- | ---------------------------------------------------------------------------- | ------------- | --------- | ---------- |
| 1949                      | Verzetsmonument                                                   | Marian Gobius          | Park Goudestein                                                              | Maarssen      | brons     |            |
| 1955                      | De Speerwerper                                                    | Maarten Mooy           | Brederostraat                                                                | Maarssen      | baksteen  |            |
| 1965                      | Relief Schepping van de wereld                                    | René van Seumeren      | Dr. Arienslaan                                                               | Maarssen      |           |            |
| 1973                      | David en Saul                                                     | Gabriël Sterk          | Heycoplaan                                                                   | Breukelen     | brons     |            |
| 1975                      | Twee ganzen                                                       | Gabriël Sterk          | Kerkbrink                                                                    | Breukelen     | brons     |            |
| 1981                      | Landmark                                                          | Lon Pennock            | N230 (Zuilense ring)                                                         | Maarssen      | staal     |            |
| 1982                      | Twee eenden                                                       | Elselien van der Graaf | Bisonspoor                                                                   | Maarssenbroek | brons     |            |
| 1982                      | monolinear                                                        | Lucien den Arend       | Duivenkamp                                                                   | Maarssenbroek | RVS       |            |
| 1985                      | Meisjesfiguur                                                     | Otto Schouten          | Dudok de Witstraat/Straatweg                                                 | Breukelen     | brons     |            |
| 1985                      | Wobbel pauwenpaar                                                 | Bas van de Boogaard    | Pauwenkamp                                                                   | Maarssenbroek |           |            |
| 1988                      | Obelisk                                                           | Nout Visser            | Bisonspoor                                                                   | Maarssenbroek | graniet   |            |
| 1989                      | De glorie van de Vechtstreek                                      | W.G. van de Hulst jr.  | Dudok de Witstraat                                                           | Breukelen     | brons     |            |
| 1992 (jaar vervaardiging) | Acht zwanen                                                       | Elselien van der Graaf | Zebraspoor/Spechtenkamp                                                      | Maarssenbroek |           |            |
| 1992                      | Bison                                                             | Theo Mackaay           | Bisonspoor                                                                   | Maarssenbroek |           |            |
| 1994                      | geen titel                                                        | Jan van IJzendoorn     | Endelhovenlaan                                                               | Maarssen      | staal     |            |
| 1994                      | geen titel                                                        | Jan van IJzendoorn     | Endelhovenlaan                                                               | Maarssen      | staal     |            |
| 1996                      | Schaatsers                                                        | Joop van Huisstede     | Floraweg/Boterweg                                                            | Vreeland      | staal     |            |
| 2000                      | Gedenkteken voor de Gevallenen voor Vrede, Vrijheid en Democratie | Gerthy Baars           | Tinus de Witplantsoen (Straatweg nabij de Pieterskerk)                       | Breukelen     | brons     |            |
| 2004                      | Amnestree                                                         | Ram Katzir             | Safariweg (op het plein voor het station)                                    | Maarssenbroek | RVS       |            |
| 2005                      | Aalscholver                                                       | Peter Petersen (1947)  | Maarsseveensevaart t/o Bethuneweg                                            | Tienhoven     |           |            |
| 2006                      | Pelikaan                                                          | Peter Petersen (1947)  | Vondelstraat 1, Woonzorgcentrum Maria Dommer                                 | Maarssen      |           |            |
| 2009                      | Kees de Tippelaar                                                 | Taeke Friso de Jong    | Park "Boom en Bosch"                                                         | Breukelen     | brons     |            |
| 2011                      | Gans                                                              | Peter Petersen (1947)  | Westbroeksebinnenweg 2a                                                      | Tienhoven     | brons     |            |
| 2020                      | Monax                                                             | Siba Sahabi            | Park Goudestein                                                              | Maarssen      |           |            |
| 2021                      | Gedenksteen voor Bonifatius                                       | Serge van Druten       | Straatweg 59 Pieterskerk                                                     | Breukelen     |           |            |
| 2022                      | Trekschuit                                                        | Peter Petersen (1947)  | Jaagpad, ingang park Goudestein                                              | Maarssen      | brons     |            |
| onbekend                  | Man met paard                                                     | Gabriël Sterk          | Parkweg, (nabij de Termeerbrug)                                              | Maarssen      | brons     |            |
| onbekend                  | Kalkoen                                                           | Gabriël Sterk          | Park "Boom en Bosch"                                                         | Breukelen     | brons     |            |
| onbekend                  | 't Speeluurtje                                                    | Hetty Noorman          | Jhr. Huydecoperstraat                                                        | Nigtevecht    | brons     |            |
| onbekend                  | Muzikant met bas                                                  | Elselien van der Graaf | Harmonieplein, (bij het Pim Jacobstheater, voorm. Cultureel centrum ’t Zand) | Maarssen      | brons     |            |
| onbekend                  | Muzikant met saxofoon                                             | Elselien van der Graaf | Harmonieplein, (bij het Pim Jacobstheater)                                   | Maarssen      | brons     |            |
| onbekend                  | Totempaal                                                         | Elselien van der Graaf |                                                                              | Maarssen      | brons     |            |
| onbekend                  | The Laughing men                                                  | Ellie Hahn             | Vondelstraat                                                                 | Maarssen      |           |            |